# الأكاديمية العسكرية الملكية
الأكاديمية العسكرية الملكية في وولويتش، في جنوب شرق لندن، كانت أكاديمية عسكرية تابعة للجيش البريطاني لتدريب ضباط المدفعية الملكية والمهندسين الملكيين. كما قامت في وقت لاحق بتدريب ضباط من سلاح الإشارة الملكي والهيئات الفنية الأخرى.

## تاريخ

### أصول في الترسانة الملكية

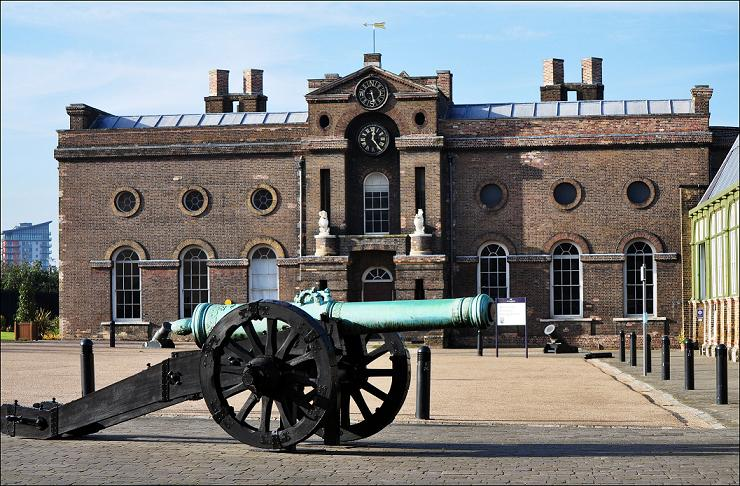
الأكاديمية العسكرية الملكية القديمة، قيد الاستخدام في الفترة من 1741 إلى 1806. تم تعليم الطلاب في النصف الأيسر من المبنى، بينما يوفر النصف الأيمن غرفة اجتماعات لمجلس الذخائر

جرت محاولة من قبل مجلس الذخائر في عام 1720 لإنشاء أكاديمية داخل الترسانة لتوفير التدريب والتعليم للضباط المحتملين في فوج المدفعية الجديد وسلاح المهندسين. 
تم افتتاح الأكاديمية بموجب أمر ملكي في عام 1741: وكان الهدف منها، إنتاج "ضباط مدفعية جيدين ومهندسين مثاليين".  تراوحت أعمار "الطلاب العسكريين" في البداية من 10 إلى 30 عامًا. في البداية تم إلحاقهم بسرايا المدفعية الملكية، ولكن في عام 1744 تم تشكيلهم في سرية خاصة بهم، عددها أربعون (تم توسيعها إلى ثمانية وأربعين، بعد عامين) يشرف عليها ملازم أول.  في البداية، تم إيواء الطلاب في مساكن في بلدة وولويتش، ثم في عام 1751، تم بناء ثكنات الكاديت كان على الطلاب التكيف مع الانضباط العسكري الأكثر صرامة. 
ركز التعليم في الأكاديمية في البداية على الرياضيات والمبادئ العلمية للمدفعية والتحصين؛ كما تم تدريس اللغة الفرنسية مقابل رسوم. بالإضافة إلى دراساتهم النظرية، شارك الطلاب في "ممارسة" المدفعية وبناء الجسور وتقنية المجلات وأعمال المدفعية. بينما كان ضابط مدفعية يحضر كل فصل للحفاظ على النظام، كان التدريس في الأكاديمية يتم بواسطة مدنيين: معلم أول (أستاذ التحصينات والمدفعية)، ومعلم ثان (أستاذ الرياضيات) ومدرسي الفرنسية والحساب والهندسة والرياضيات الكلاسيكية والرسم. في عام 1764، أضافت الأكاديمية الملكية كلمة "عسكري" إلى عنوانها، وفي الوقت نفسه تم تعيين أحد كبار الضباط ليكون بمثابة نائب الحاكم.  علاوة على ذلك، تم تقسيم المؤسسة: دخل الطلاب الأصغر سنا إلى الأكاديمية الدنيا، حيث تم تدريسهم القراءة والكتابة والحساب واللاتينية والفرنسية والرسم. إذا كان أداؤهم جيدًا في الامتحانات، سُمح لهم بالانتقال إلى الأكاديمية العليا، حيث تعلموا المهارات والعلوم العسكرية. 

### الانتقال إلى وولويتش كومون
في البداية حالت التكاليف دون احتمال إمكانية نقل الأكاديمية العسكرية الملكية خارج وارن، تم تكليف جيمس وايت، مهندس مجلس إدارة الذخائر، بتصميم مجمع جديد من المباني التي ستقام في موقع يواجه ثكنات المدفعية الملكية، على الحافة الجنوبية. من وولويتش كومون؛ تم بناؤه بين عامي 1796 و1805 وافتتح للاستخدام في العام التالي. 

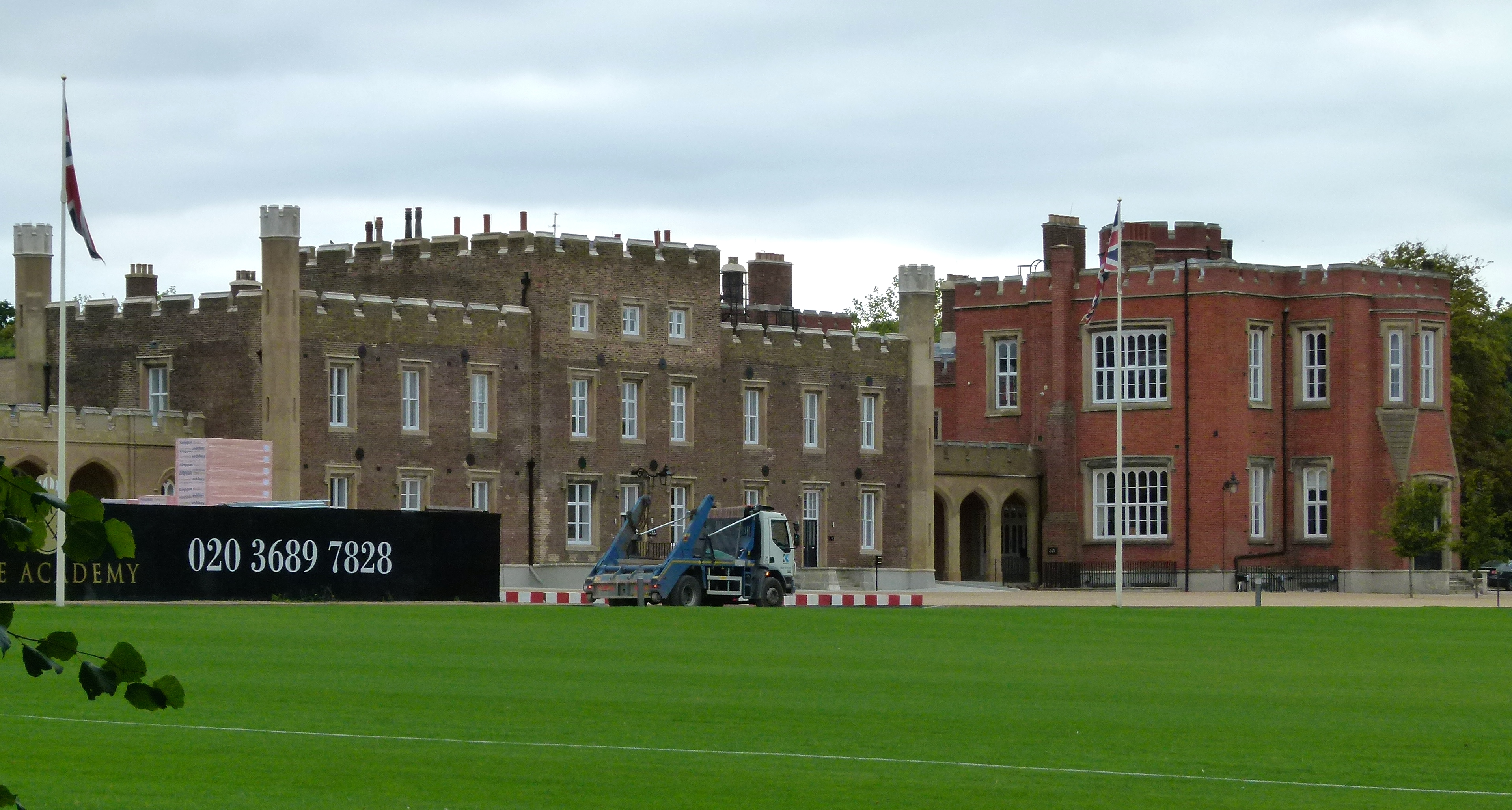
أحد المباني السكنية الأصلية (يسار) مع إضافة عام 1862 إلى جانب (يمين).

تم بناء أكاديمية وايت من الطوب الأصفر على طراز تيودور القوطي. حيث كان يتألف من مبنى مركزي محاطًا بزوج من المباني السكنية، المرتبطة بممرات مقنطرة. يحتوي المبنى المركزي على فصول دراسية ومكتبة ومكاتب. وخلف الكتلة المركزية وضع وايت قاعة طعام كبيرة محاطة بمربعات واسعة بها مباني خدمية حول الجوانب. 
انتقل 128 طالبًا إلى الأكاديمية الجديدة. استمر التدريس العملي في سياق العمل في الترسانة. في عام 1810، تم نقل الطلاب العسكريين لشركة الهند الشرقية، الذين تلقوا تعليمهم سابقًا في الأكاديمية، إلى كلية جديدة في أديسكومب . 
بعد زوال مجلس الذخائر في أعقاب حرب القرم، تم رفع الحد الأدنى لسن الطلاب إلى خمسة عشر عامًا وتمت إضافة المزيد من التدريبات. تم توسيع مجمع الأكاديمية في ستينيات القرن التاسع عشر، بهدف استيعاب جميع الطلاب في نفس الموقع. وتوسيع الواجهة بإضافة أجنحة جديدة في كلا الطرفين، بأسلوب مشابه لعمل وايت ولكن بالطوب الأحمر بدلاً من الأصفر؛ كان ويليام جيرفوا هو المهندس المعماري. كما تمت إضافة مرافق رياضية مع بطاريات للتدريب. في عام 1873 كان لا بد من إعادة بناء المبنى المركزي لمدينة وايت بالكامل بعد حريق مدمر.

#### صالة عرض

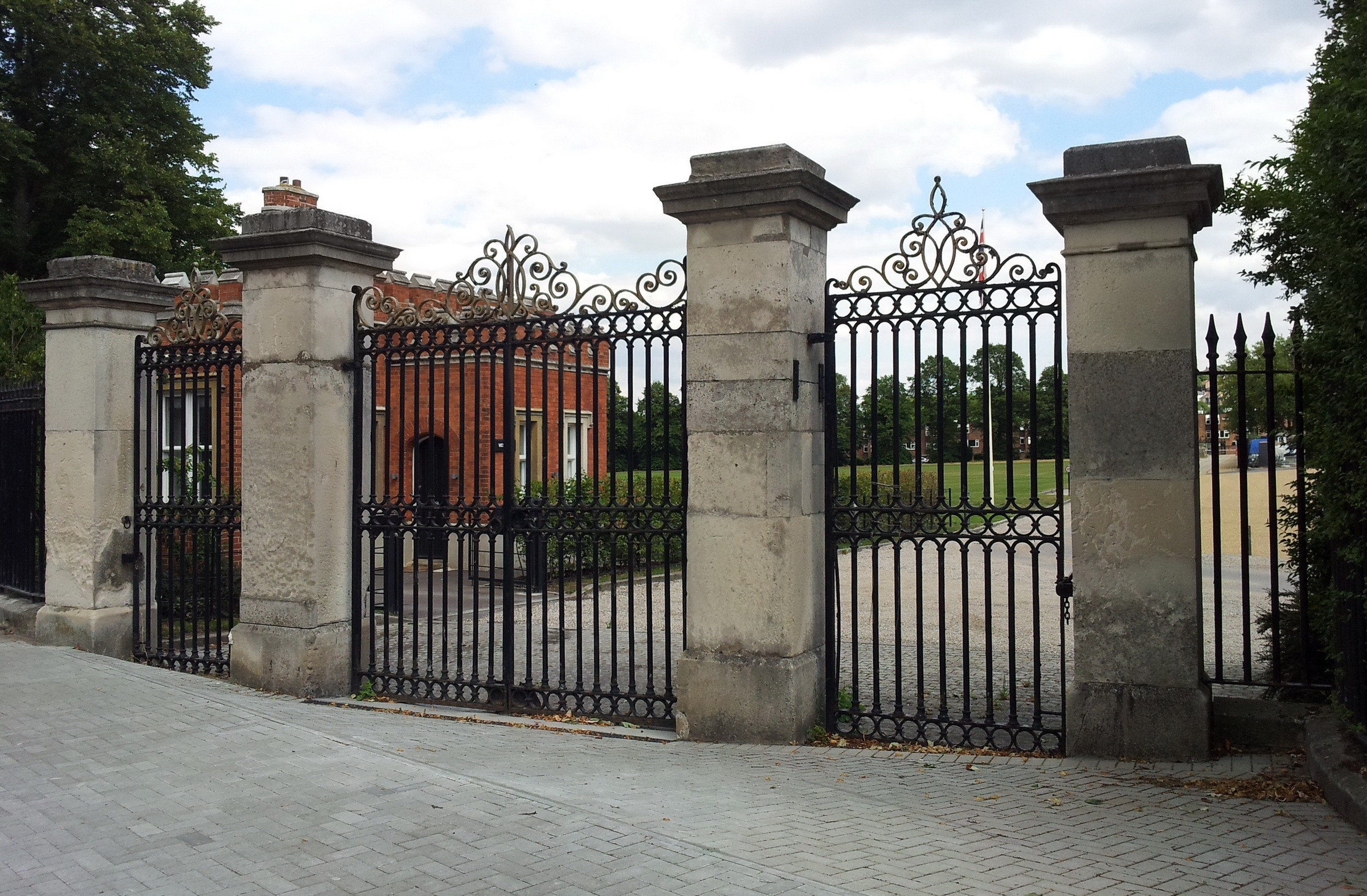
البوابة الشمالية الغربية على طريق الأكاديمية
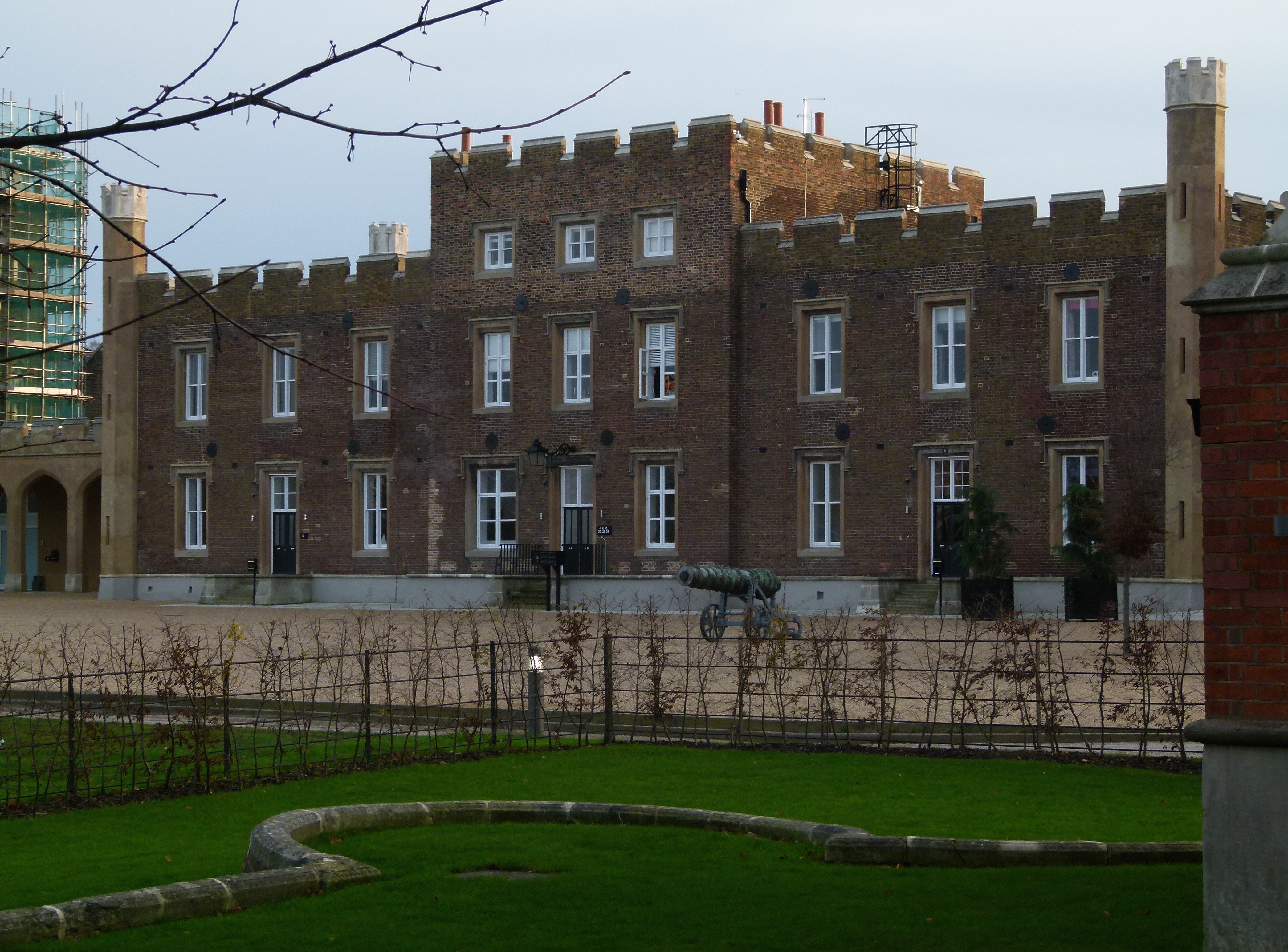
مبنى السكن (1806)
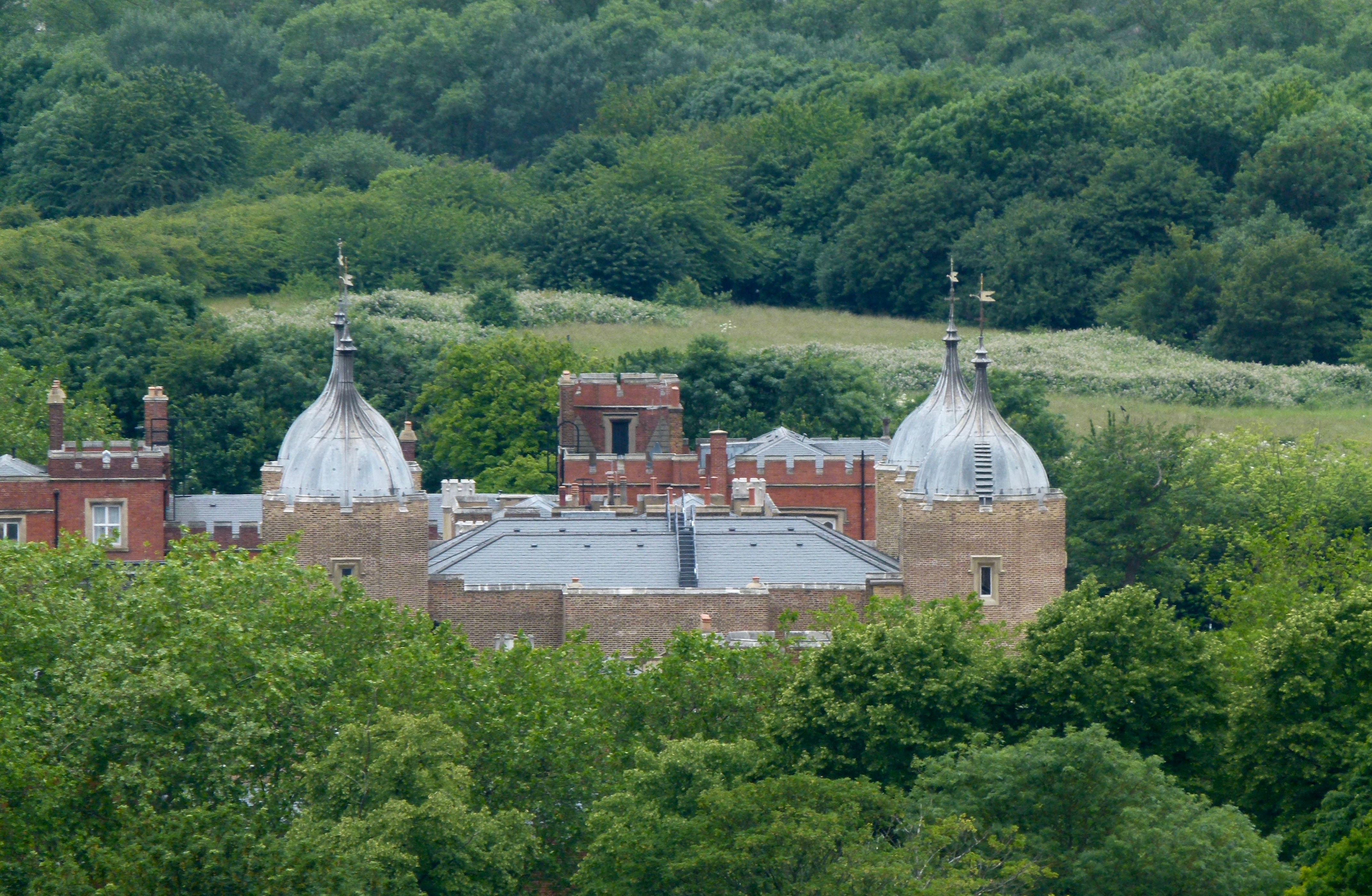
مبنى سكني للأسطح والأبراج (1806)
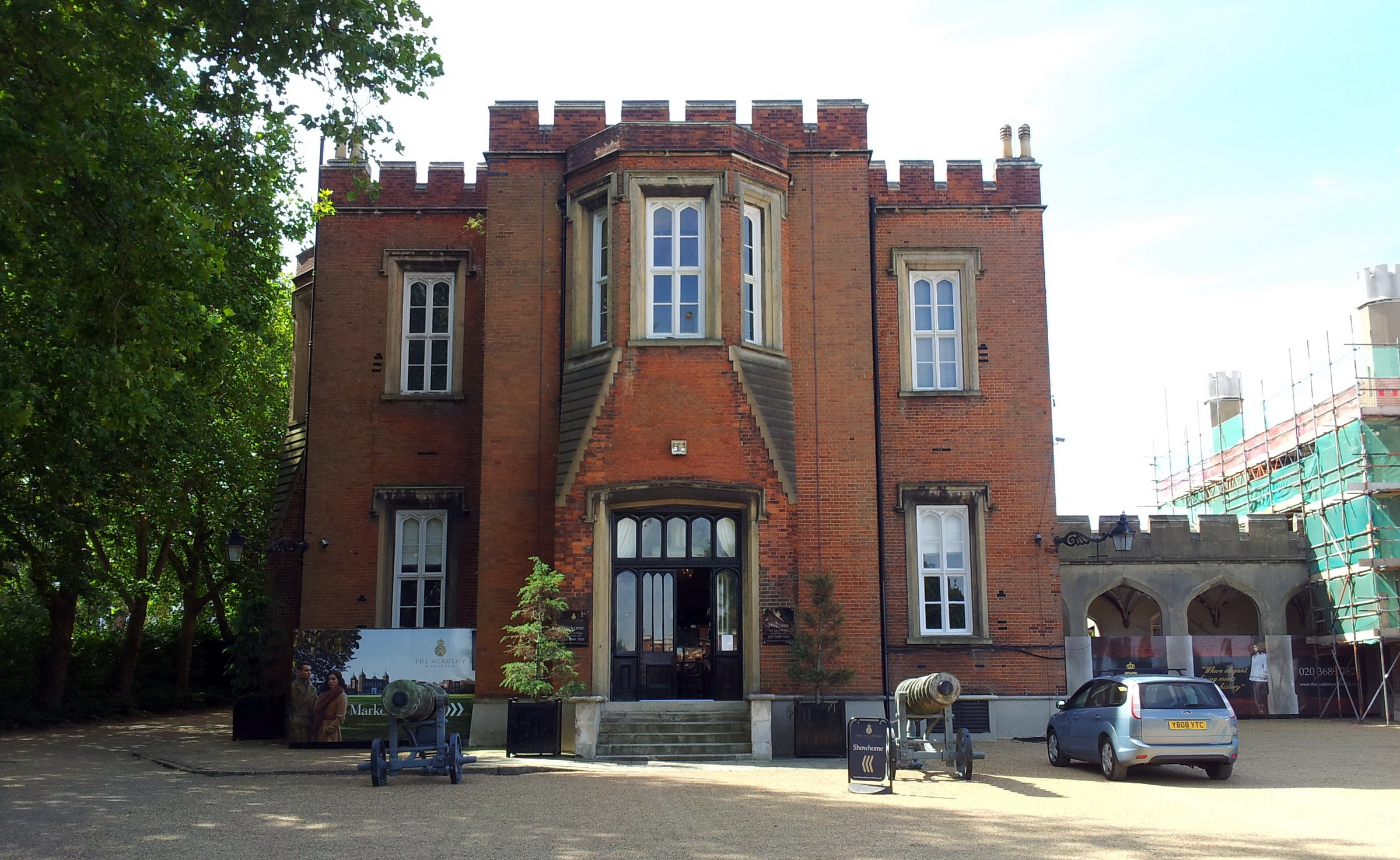
مبنى السكن الشمالي الشرقي (1862) من الشمال
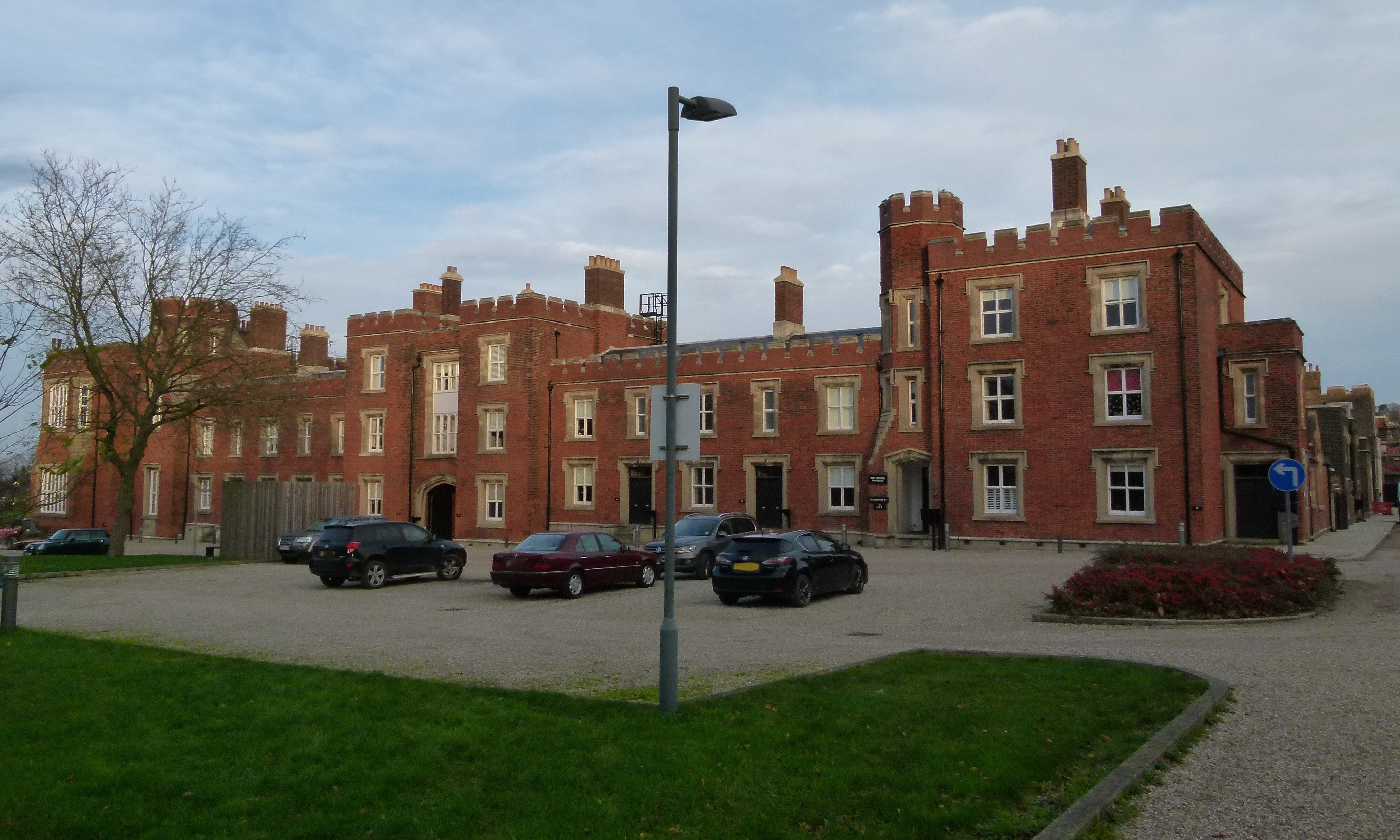
مبنى السكن الشمالي الغربي (1862) من الغرب
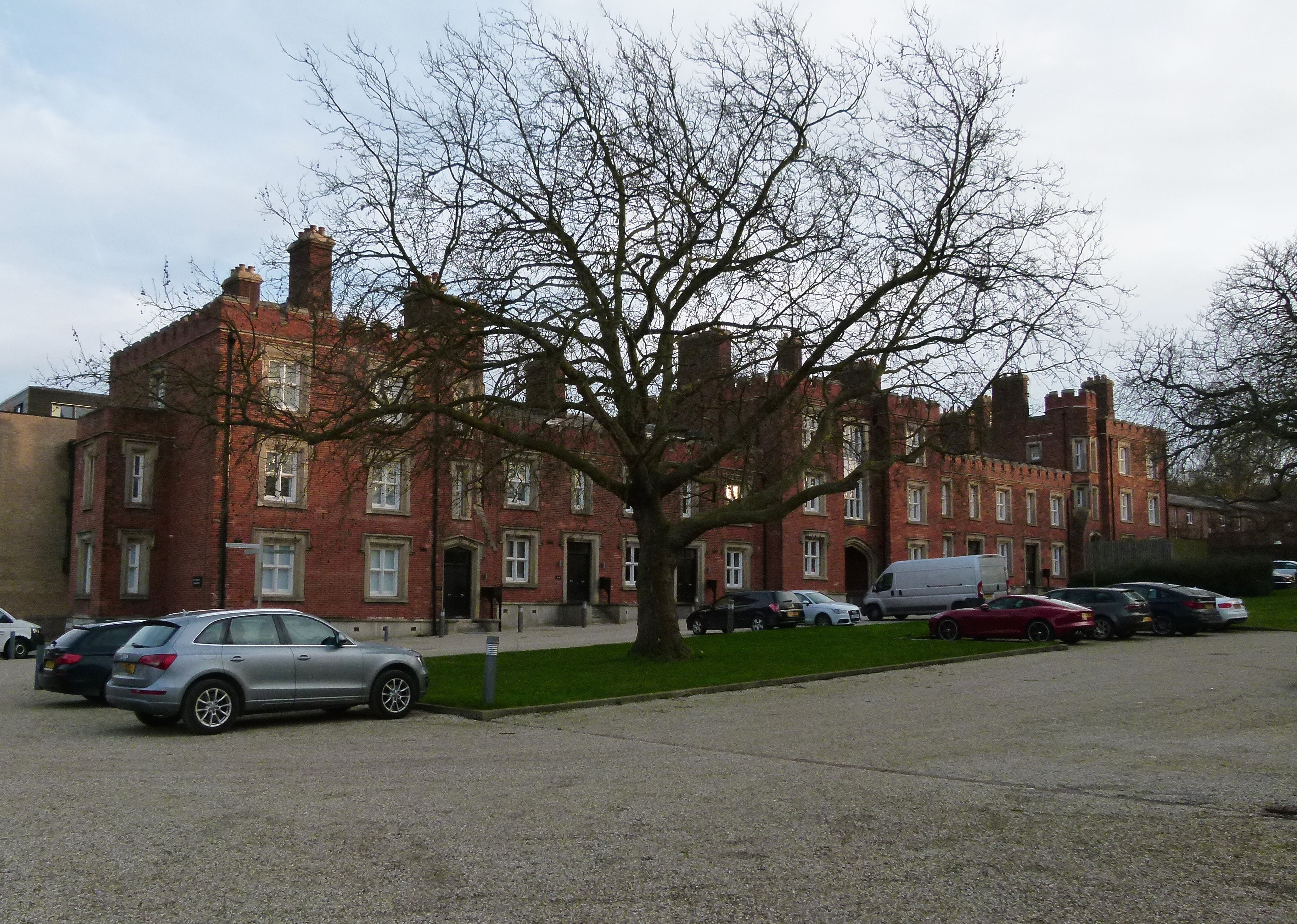
مبنى السكن الجنوبي الغربي (1877)
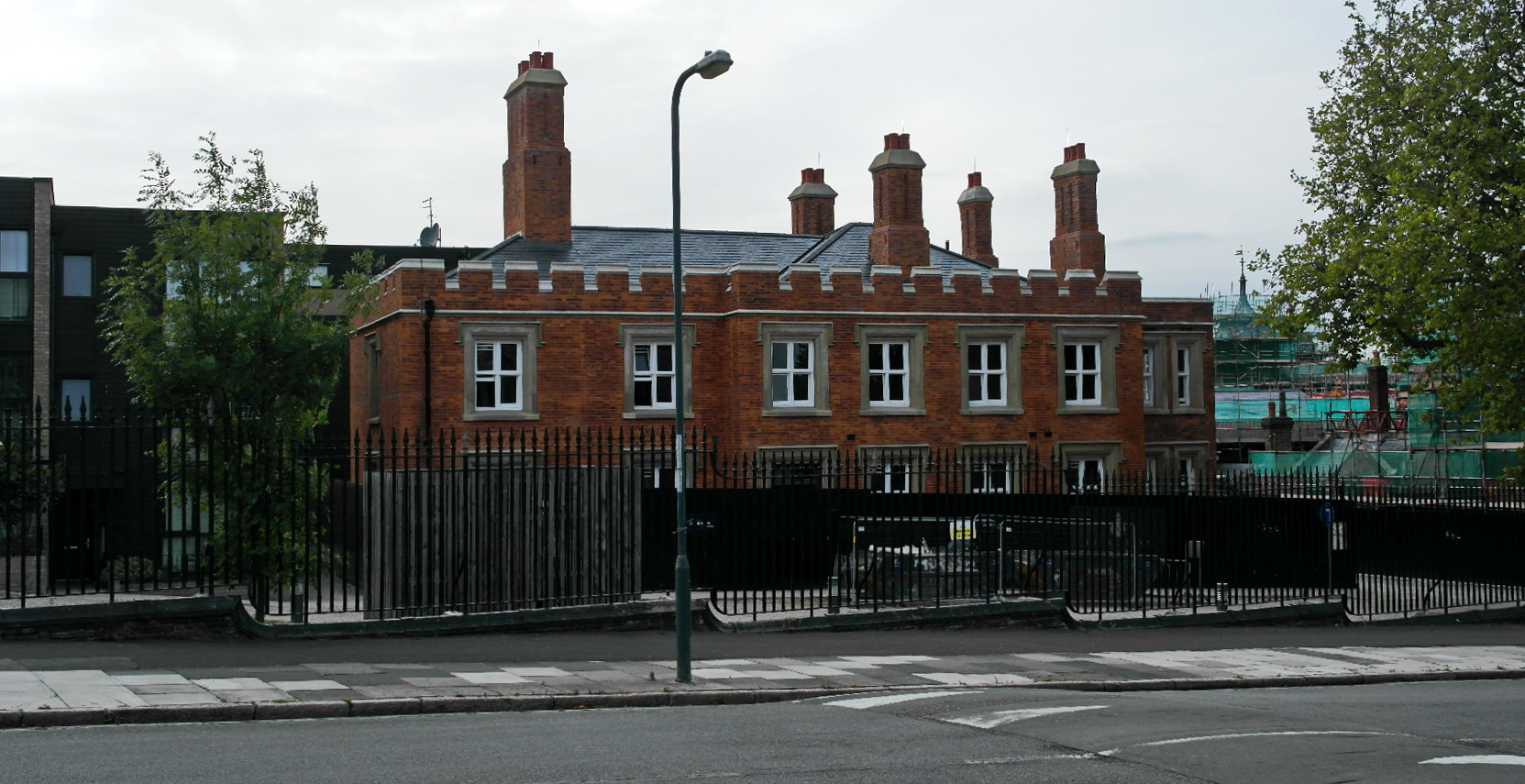
مجمع السكن الجنوبي الشرقي (1892)
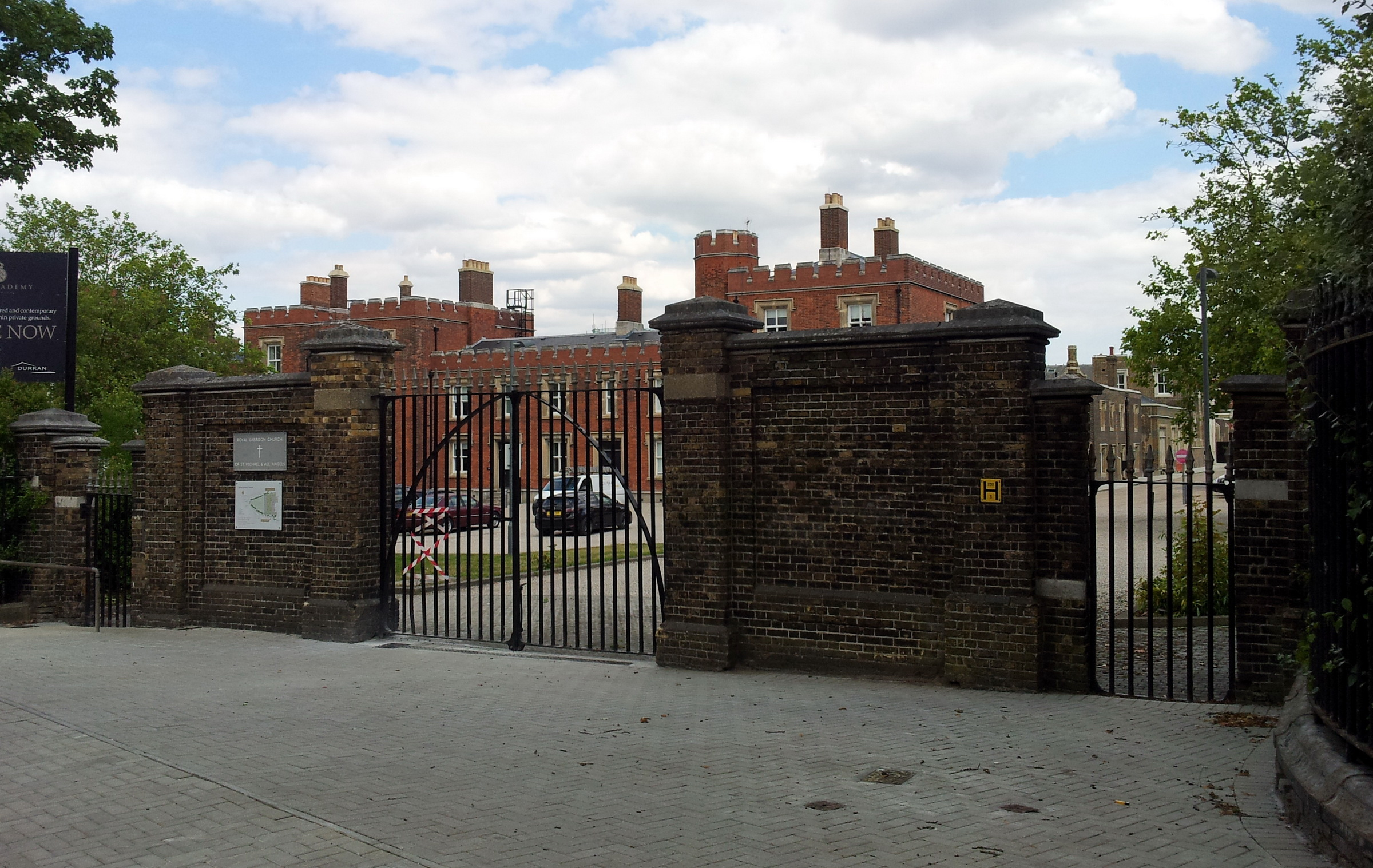
البوابة الجنوبية الغربية على طريق الأكاديمية

### الإغلاق وما بعده

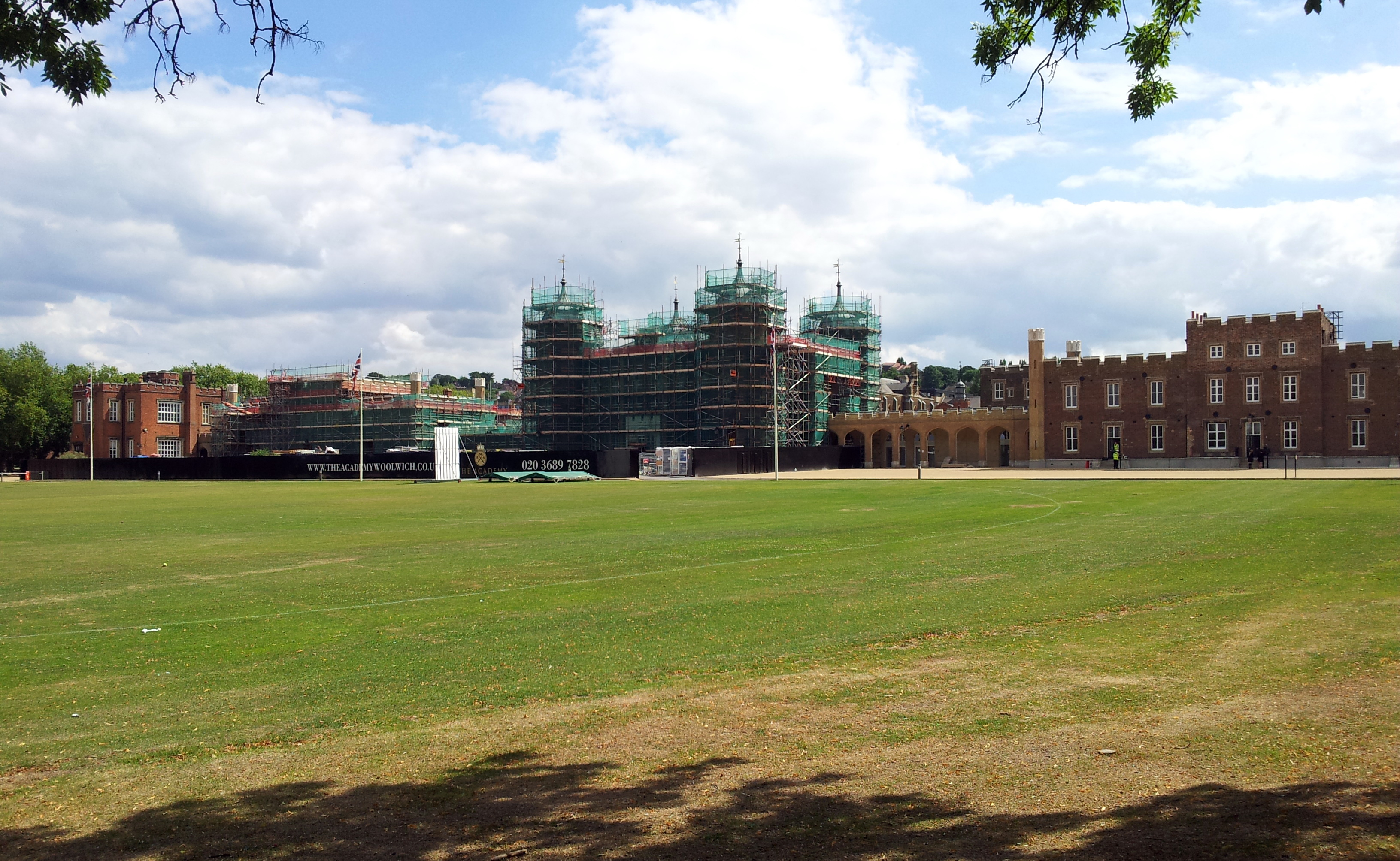
منظر من الشمال الغربي في عام 2015

بعد زوال مجلس الذخائر، استكشف البرلمان إمكانية الاندماج بين الأكاديمية العسكرية الملكية والكلية العسكرية الملكية، ساندهيرست وفي عام 1936 تقرر أن يتم الاندماج. لكن الحرب العالمية الثانية تدخلت وفي عام 1939 أُغلقت كلتا المؤسستين حيث تم استدعاء طلابهما للخدمة الفعلية. 
أغلقت الأكاديمية العسكرية الملكية وولويتش في عام 1939، وفي عام 1947 تم تشكيل أكاديمية ساندهيرست العسكرية الملكية في موقع الكلية العسكرية الملكية السابقة بهدف توفير تدريب الضباط لجميع الأسلحة والخدمات. 

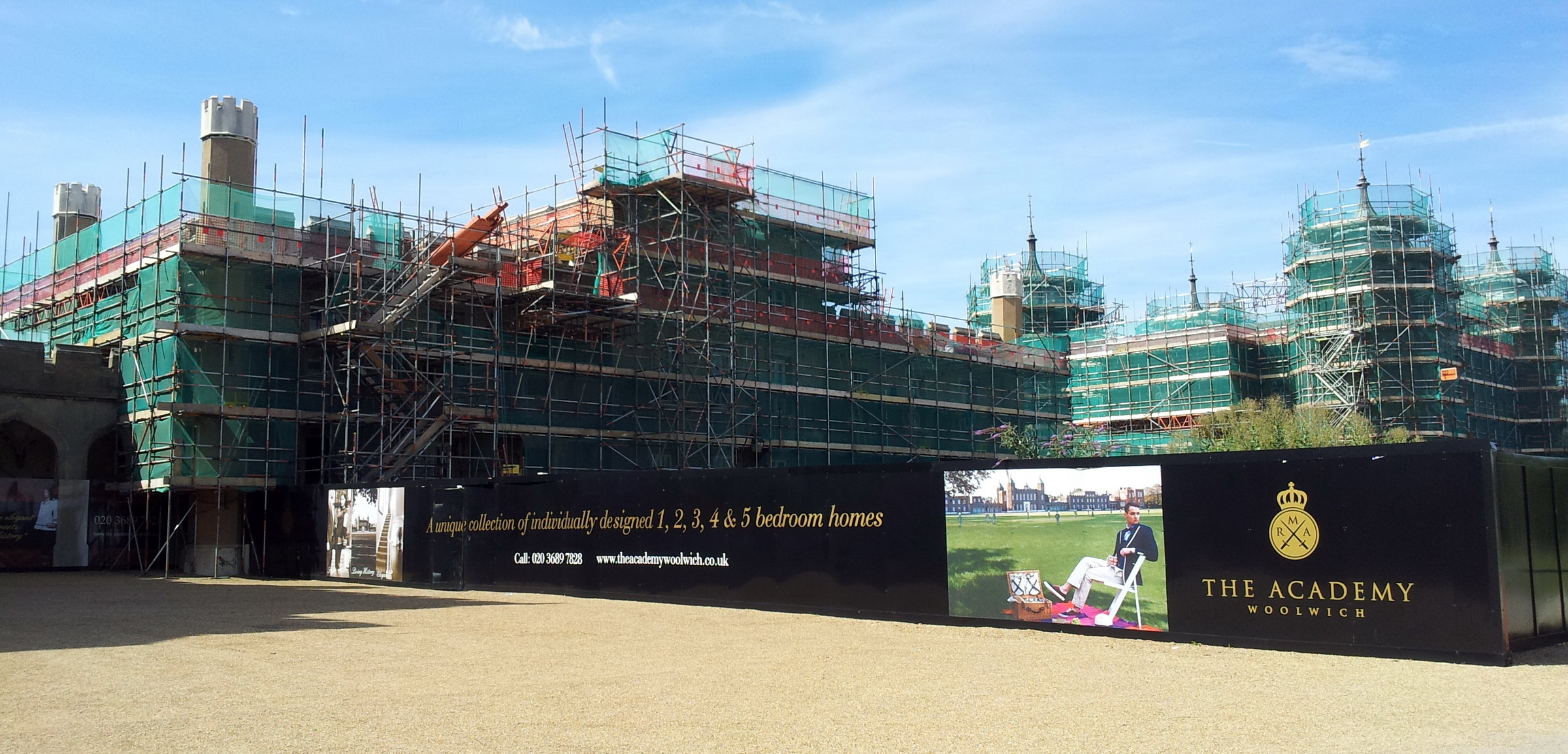
تجديد الموقع في عام 2015

تم الاستيلاء على المبنى المركزي من قبل مؤسسة المدفعية الملكية ويضم متحفًا وأرشيفًا ومكاتب. أصبحت الكنيسة الصغيرة (بتكليف من القائد ريتشارد هنري جيلف عام 1902)  الكنيسة الحامية.  وبهذه الطريقة، استمرت الأكاديمية القديمة في الاستخدام العسكري خلال القرن العشرين، ولكن مع انخفاض عدد الأفراد المتمركزين في وولويتش بشكل كبير، تم إعلان الموقع في عام 2002 فائضًا عن المتطلبات.  تم إغلاقه في العام التالي. تم نقل نافذتين من الزجاج الملون من الكنيسة - واحدة لكريستوفر وول، فنان الفنون والحرف اليدوية - إلى كنيسة سانت ألبان الشهيد في لاركهيل ، حيث يتم عرضها في الصناديق الضوئية. 

#### بيع وإعادة تطوير
اشترت مجموعة دوركان موقع وولويتش خلال مناقصة في عام 2006 وبدأت عملية إعادة التطوير في عام 2008  تم تحويل مباني وولويتش إلى 334 منزلًا وشقة. في عام 2017، تمت إزالة السقالات المحيطة بالواجهة الرئيسية مع اقتراب عملية التجديد من الانتهاء.  منذ عام 2013، تم استخدام ملعب الكريكيت، أحد أقدم الملاعب في المملكة المتحدة، من قبل الفريقين الثالث والرابع من نادي بلاكهيث للكريكيت. 

## الإرث

### التعليم والتدريب
كان التدريب والتعليم إلزاميًا للضباط الطموحين، ويتم تقديم الترقية وفقًا للجدارة (أولئك الذين حصلوا على أعلى الإنجازات في امتحاناتهم يُمنحون الفرصة أولاً). 
وصفت مجلة إنجلترا التاريخية مباني الأكاديمية الرئيسية بأنها "مثال بارز على أسلوب وايت القوطي، وواحدة من أهم قطع الهندسة المعمارية العسكرية في البلاد".

### اللغة الدارجة
العبارة التي قيل إنها دخلت لغة شائعة من الأكاديمية هي "متجر التحدث" (بمعنى "مناقشة مواضيع لا يفهمها الآخرون"). 
يُقال إن اسم لعبة البلياردو " سنوكر " مشتق من مصطلح عام للطلاب الوافدين حديثًا: المصطلح الفرنسي "les neux"، والذي تم تحريفه لاحقًا إلى "snooks". 

## الحكام والقادة
وقد ضم القادة: 
- 1764–1777: المقدم جيمس ب. باتيسون (ملازم الحاكم) [17]
- 1777–1781: المقدم جيمس برامهام (ملازم الحاكم) [17]
- 1781–1795: الرائد ب. ستيهلين (نائب الحاكم) [17]
- 1795–1809: المقدم ويليام تويس (ملازم الحاكم) [17]
- 1809–1820: المقدم ويليام مودج (ملازم الحاكم) [17]
- 1820–1829: الكابتن دبليو إتش فورد (نائب الحاكم) [17]
- 1829–1840: العقيد ت. دروموند (ملازم الحاكم) [17]
- 1840–1846: اللواء السير جورج ويتمور (نائب الحاكم) [17]
- 1846–1851: العقيد جون بوتيلر باركر (ملازم الحاكم) [17]
- 1851–1860: العقيد جي جي لويس (ملازم الحاكم) [17]
- 1860–1862: العقيد إي إكس ويلفورد (ملازم الحاكم) [17]
- 1862–1867: اللواء هنري ساندهام (ملازم الحاكم) [17]
- 1867–1869: اللواء جي دبليو أورمسبي (ملازم الحاكم) [17]
- 1869–1875: اللواء السير ج. لينتورن سيمونز (نائب الحاكم، الحاكم والقائد) [17]
- 1875–1880: اللواء السير جون ميلر أدي (الحاكم والقائد) [17]
- 1880–1887: اللواء جيمس فرانكفورت مانرز براون (الحاكم والقائد) [17]
- 1887–1889: اللواء روبرت ج. هاي (الحاكم والقائد) [17]
- 1889–1890: اللواء السير ريتشارد هاريسون (الحاكم والقائد) [17]
- 1890–1895: اللواء ويليام ستيرلينغ (الحاكم والقائد) [17]
- 1895–1897: اللواء إدوارد أوزبورن هيويت (الحاكم والقائد) [17]
- 1897–1901: اللواء فرانسيس توماس لويد (الحاكم والقائد)
- 1901-1904: اللواء ريتشارد هنري جيلف (الحاكم والقائد) [18] [19]
- 1904-1908: العقيد هنري فيفيان كوان
- 1908-1912: العقيد أندرو جراهام طومسون
- 1912-1914: العميد آرثر إي إيه هولاند
- 1914-1918: اللواء ويليام ف. كليف
- 1918-1920: اللواء جيفري إتش إيه وايت
- 1920-1924: اللواء السير ويب جيلمان
- 1924-1926: اللواء ج. رونالد إي تشارلز
- 1926-1930: اللواء هوغو د. دي بري
- 1930-1934: اللواء سيريل م. واجستاف
- 1934-1938: اللواء آرثر أ. جوشين
- 1938-1939: اللواء فيليب نعمة

## المعلمين
من بين المعلمين البارزين في وولويتش (بالترتيب الأبجدي حسب اللقب):
- السير فريدريك أبيل ، تم تعيينه محاضراً في الكيمياء عام 1852 [20]
- بيتر بارلو ، تم تعيينه مساعدًا لماجستير الرياضيات عام 1801 [21] [22] والذي احتفظ بهذا المنصب حتى عام 1847 [23]
- فرانسيس باشفورث, أستاذ الرياضيات التطبيقية [24]
- جون بونيكاستل ، أستاذ الرياضيات، 1807-1821
- تشارلز بوث براكينبري ، مدرس مساعد في المدفعية (1860)، مساعد مدير دراسات المدفعية (1864)، مدير دراسات المدفعية (1887) [25]
- كان صامويل هنتر كريستي مساعدًا رياضيًا في عام 1806 وأستاذًا للرياضيات في 1838-1854
- أدير كروفورد ، أستاذ الكيمياء في أواخر القرن الثامن عشر
- مورجان كروفتون ، عالم رياضيات أيرلندي، كان أستاذًا للرياضيات من 1870 إلى 1884 [26]
- ويليام كروكشانك ، مساعد أدير كروفورد (qv) وأستاذ الكيمياء لاحقًا حوالي 1795–1804.
- القس لويس إيفانز ، أستاذ الرياضيات 1799-1820. [27]
- توماس سيمبسون إيفانز ، مساعد الرياضيات 1802-1810 [28]
- مايكل فاراداي ، أستاذ الكيمياء 1829–52 [29]
- طاليس فيلدنج ، أستاذ الرسم، 1828-1837. [30]
- كان السير جورج جرينهيل أستاذًا للرياضيات من عام 1876 إلى عام 1908 [31]
- أولينثوس جريجوري ، أستاذ الرياضيات من عام 1802، وأستاذ الرياضيات من 1821 إلى 1838. [32] [33]
- تشارلز هوتون ، أستاذ الرياضيات من 1773 إلى 1807. [34] [35]
- جيمس مارش ، كيميائي، مساعد مايكل فاراداي (QV) 1829–1846 [36]
- اللواء ريتشارد كليمنت مودي ، أستاذ التحصينات من يوليو 1838 إلى أكتوبر 1841 [37]
- ويليام رذرفورد ، مساعد ماجستير الرياضيات، 1838-1865 [38]
- كان بول ساندبي أستاذ الرسم الرئيسي من 1768 إلى 1799 [39]
- هنري يونغ داراكوت سكوت ، مدرس مساعد في الأعمال الميدانية، 1848 إلى 1851، مدرس كبير، 1851 إلى 1855 [40]
- توماس سيمبسون ، مساعد رئيس قسم الرياضيات من 1743 إلى 1761. [41]
- جيمس جوزيف سيلفستر ، أستاذ الرياضيات من 1855 إلى 1870.

## أنظر أيضا
- تصنيف:خريجو الأكاديمية العسكرية الملكية، وولويتش